# Aucana
Aucana là một chi nhện trong họ Pholcidae.

## Các loài
Các loài trong chi này gồm:
- Aucana kaala Huber, 2000
- Aucana paposo Huber, 2000
- Aucana petorca Huber, 2000
- Aucana platnicki Huber, 2000
- Aucana ramirezi Huber, 2000